# Eiximèn Peres Roís de Corella i de Santacoloma
Eiximèn Peres Roís de Corella i de Santacoloma fou el primer comte de Cocentaina, conseller d'Alfons el Magnànim i governador de València.
Els seus dots militars, demostrats en les nombroses guerres d'Alfons el Magnànim, li permeteren de fer una carrera brillant i d'enlairar el seu llinatge. Es distingí en el setge de Calvi el 1420, la batalla del Castel Capuano, i Marsella del 1423, en la Guerra dels Infants d'Aragó el 1430, en l'Expedició a Tunis del 1432 i en la subsegüent conquesta del Regne de Nàpols.
Nomenat governador general de València el 1429 amb caràcter vitalici, exercí el càrrec fins al 1448. Formà part del consell del Magnànim, i el 1432 li fou encomanada, a ell i al bisbe de València, Alfons de Borja, futur papa Calixt III, la tutoria
del seu fill natural Ferran, i el nomenà lloctinent general de València el 1450. El setembre de 1448, el rei li concedí el títol de comte de Cocentaina. Havent retornat a Nàpols el 1456, el rei li confià la negociació de diversos afers prop de Calixt III.
Engrandí els seus dominis amb la vall i castells d'Elda i Asp, el lloc de Dosaigües, i la vila i baronia de Cocentaina. Casat amb Beatriu Llançol de Romaní, ella fou qui governà Elda i Asp. Tingué, del seu matrimoni, quatre fills mascles: Miquel, Joan, Cristòfol i Hèctor Peres, i una filla. Tingué, a més a més, no menys de deu fills naturals.
Eximèn Peres Roís de Corella va comprar la baronia de Cocentaina el 1448 al rei Ferran el Catòlic, li costà 80.000 florins d'or. La familia dels Corella va ser la propietària de Cocentaina i el seu terme al llarg dels segles XV, XVI i XVII, fins que passà als Benavides, i posteriorment als Medinaceli.